# Alkali Ike in Jayville
Alkali Ike in Jayville è un cortometraggio muto del 1913 diretto da E. Mason Hopper. Sceneggiato e prodotto da Gilbert M. 'Broncho Billy' Anderson, il film fa parte di una serie che ha come protagonista il personaggio di Alkali Ike, interpretato per la sedicesima volta da Augustus Carney.

## Produzione
Il film, girato nel 1912, fu prodotto dalla Essanay Film Manufacturing Company.

## Distribuzione
Distribuito dalla General Film Company, il film - un cortometraggio di una bobina - uscì nelle sale cinematografiche USA il 9 gennaio 1913.